# Escudo de Hamburgo

Escudo de armas menor de Hamburgo.

Escudo del Almirantazgo de Hamburgo.

El escudo de armas del Estado federado alemán y ciudad de Hamburgo es una especie de emblema nacional. El escudo de armas y la bandera están regulados por la ley y constitución de Hamburgo. Los colores de Hamburgo son el rojo y blanco. Una de las más antiguas versiones del castillo se halla en un sello de 1245.

## Descripción
Todos los escudos de armas muestran un castillo con tres torres. La torre del medio muestra una cruz en la parte superior. Se considera que las así llamadas estrellas de María en la parte superior de las dos torres laterales y la cruz recuerdan que Hamburgo fue un arzobispado. Las torres y los muros con sus pináculos y la puerta cerrada simbolizan la determinación de la ciudad de defenderse por sus medios.

### Escudo de armas mayor
El escudo de armas mayor muestra el castillo, las estrellas y la iglesia en plata sobre un fondo rojo con dos leones de pies sobre un compartimiento. La parte superior del escudo sostiene un yelmo con cresta que incluye tres plumas de pavo real y seis banderas de las armas y un manto. Este escudo de armas es protegido y solo es permitido utilizarlo por el Senado y la Dieta de Hamburgo.

### Escudo de Armas del Almirantazgo de Hamburgo
El escudo de armas del Almirantazgo de Hamburgo es utilizado para buques oficiales de Hamburgo.

## Historia

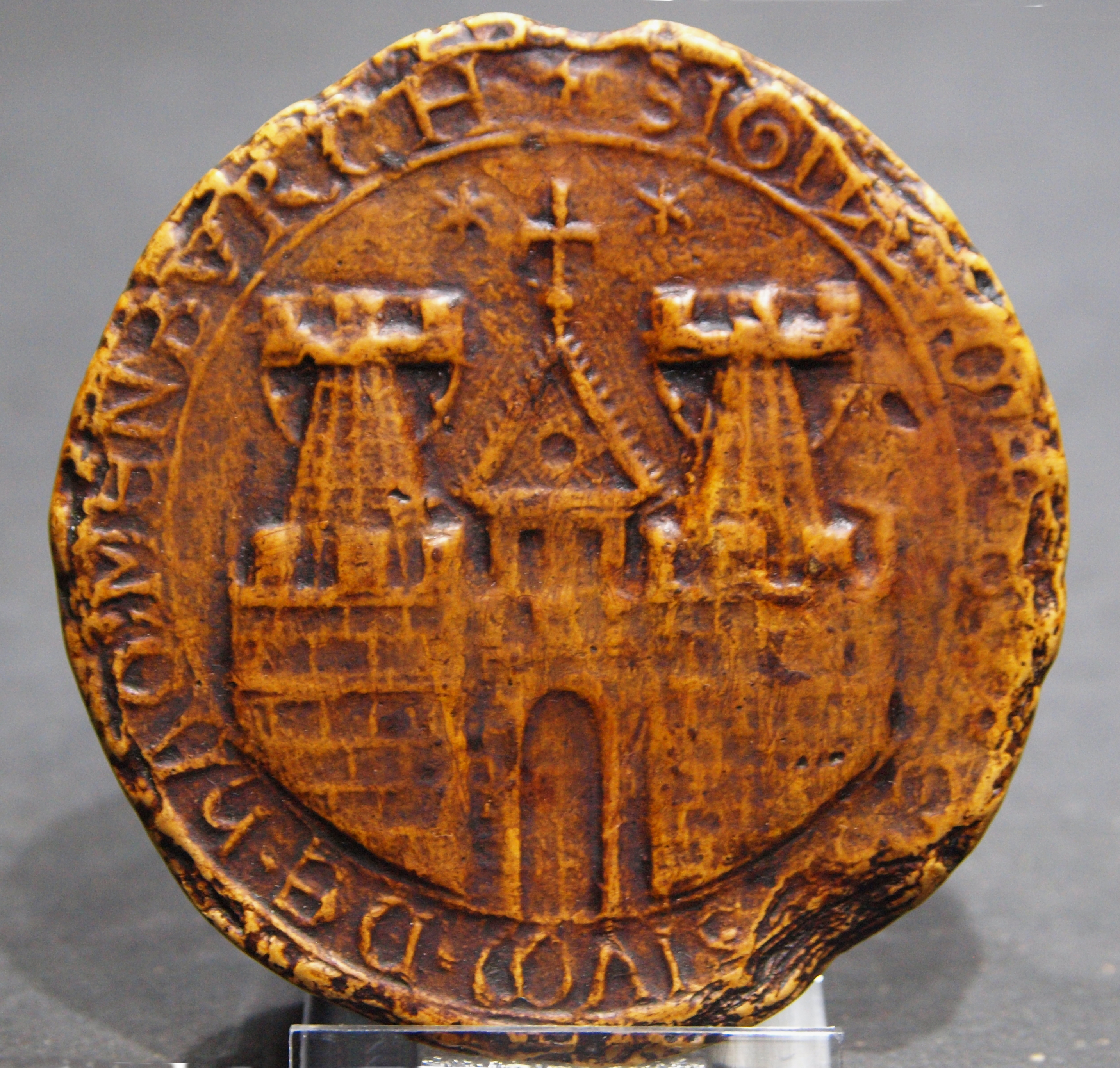
Sello de 1241.

El escudo de armas más antiguo de Hamburgo ha sido retenido en sellos de la ciudad en los siglos XII y XIII. Durante siglos las torres, muros, pináculos y símbolos del escudo de armas de Hamburgo han cambiado varias veces, sin cambiar su carácter. El castillo central se mostró con las puertas abiertas algunas veces, con las puertas cerradas y con rastrillo.
Los colores de la versión de las armas menores de 2008 corresponden a las declaradas por un acto de ley del Senado de Hamburgo de 14 de mayo de 1752. Antes el esmalte era un castillo rojo con fondo blanco. Desde 1952, el escudo de armas y banderas están reguladas por la Constitución de Hamburgo. Los colores de Hamburgo son rojo y blanco. En general el uso de sellos de la ciudad con el escudo de armas era un privilegio del Consejo de la Ciudad. Los ancianos de la ciudad tenían que vigilar por su preservación. Incluso ahora el escudo de armas es protegido y solo puede ser utilizado bajo circunstancias específicas.

Antiguos escudos de armas de Hamburgo
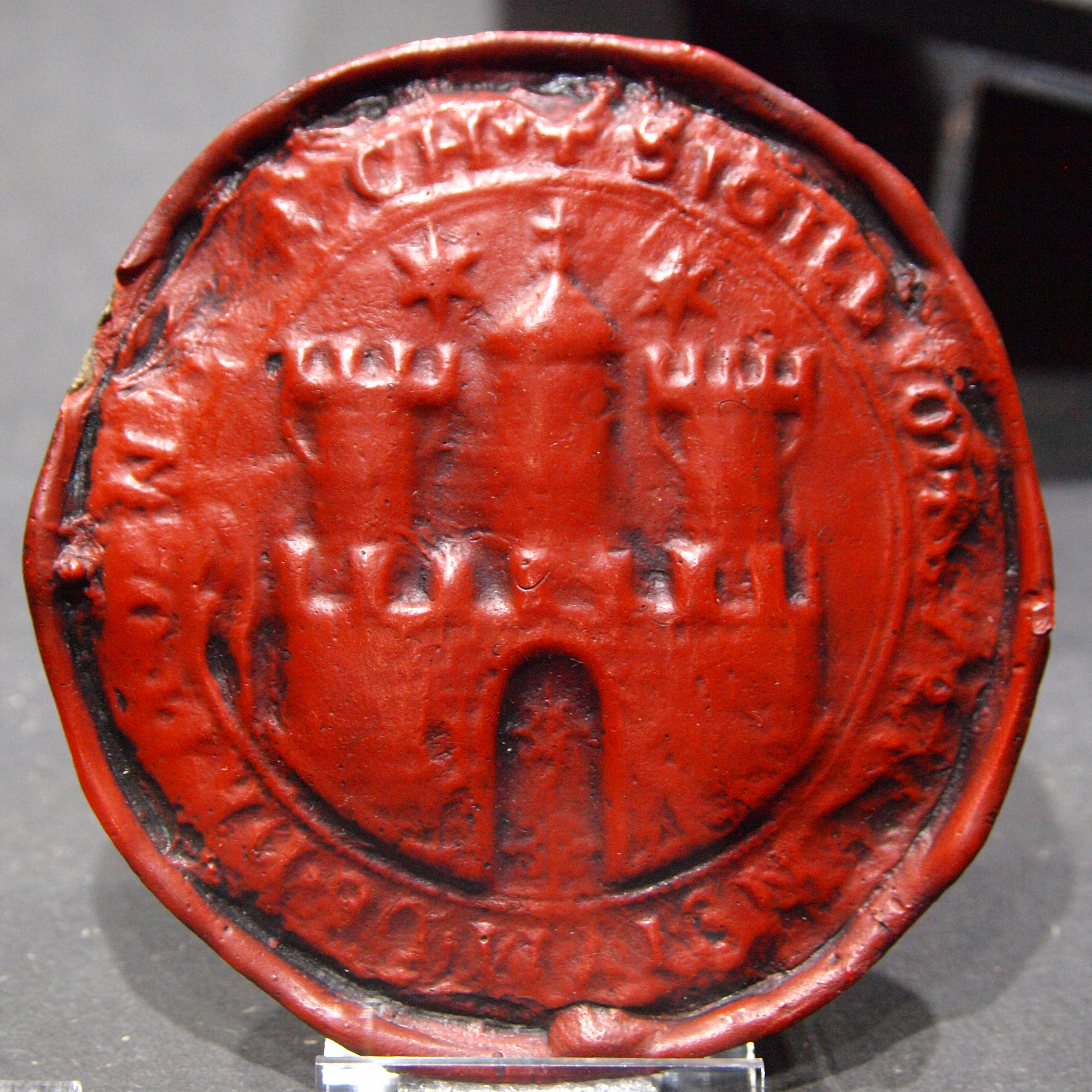
Sello de 1253/55
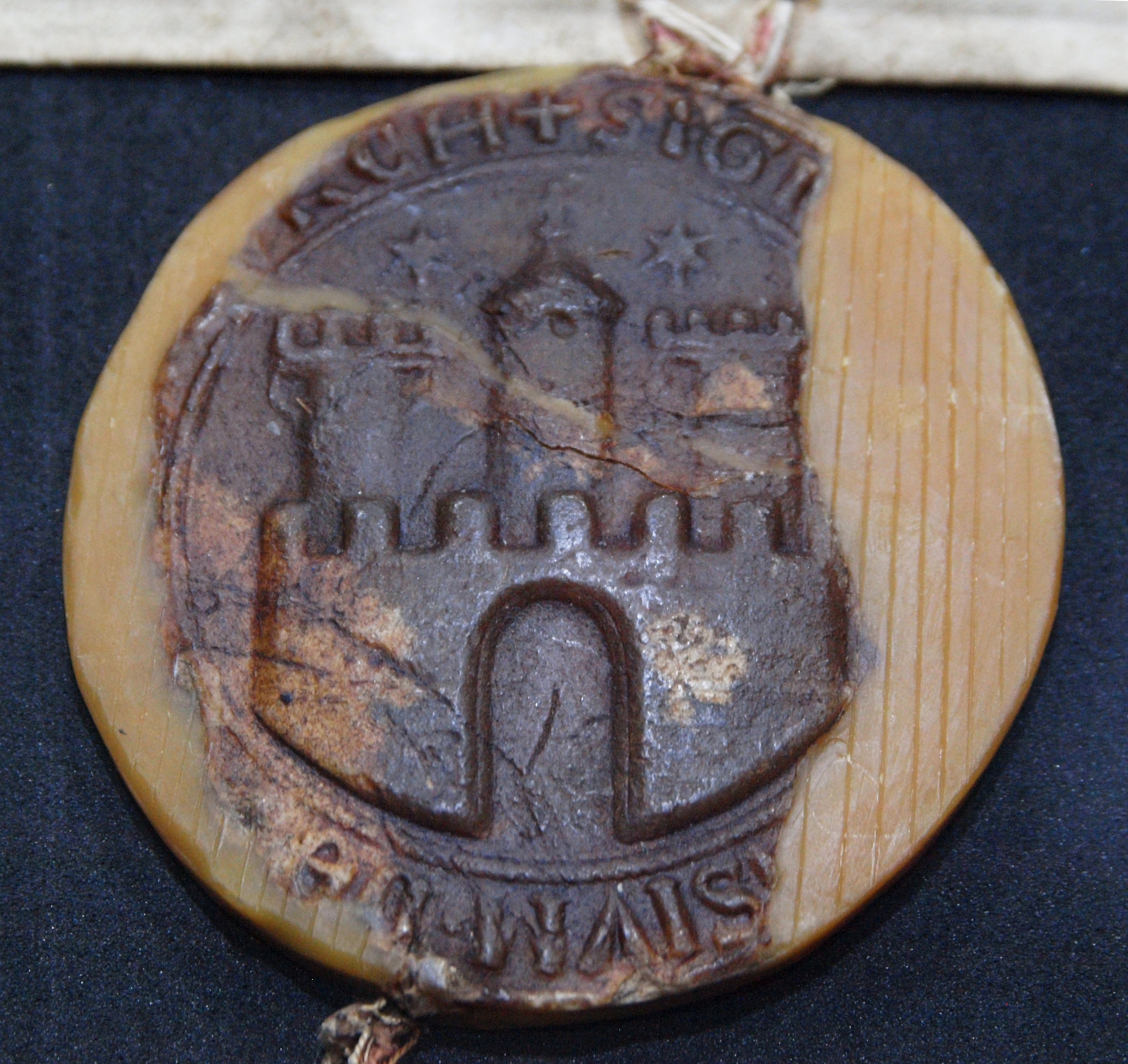
Sello de 1264
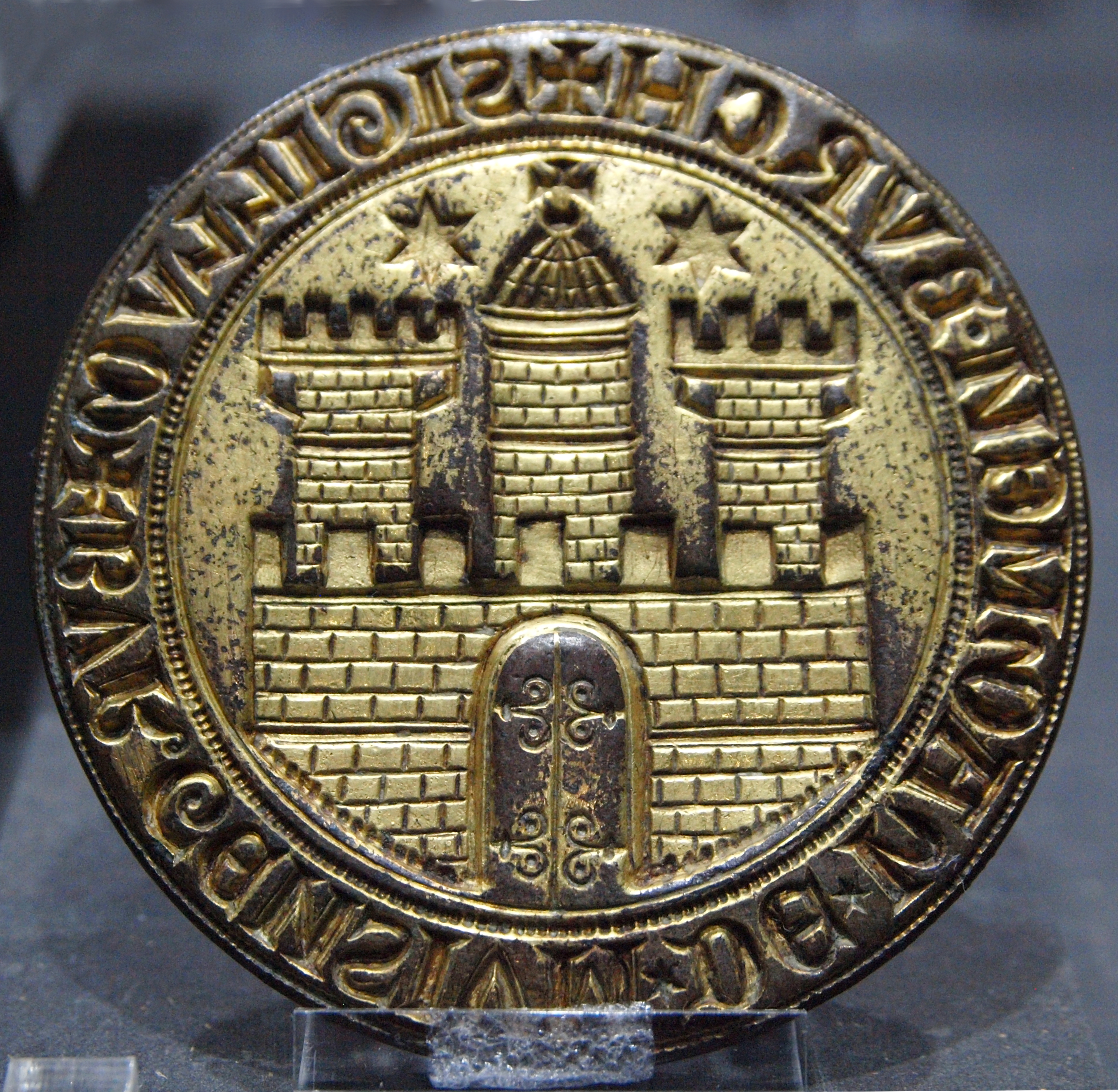
Sello de 1304
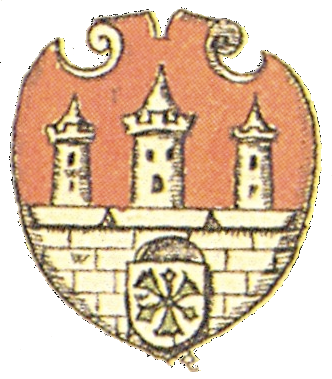
Ciudad libre imperial 1605 (Johann Siebmacher)
Ciudad libre imperial del Imperio alemán 1871-1918
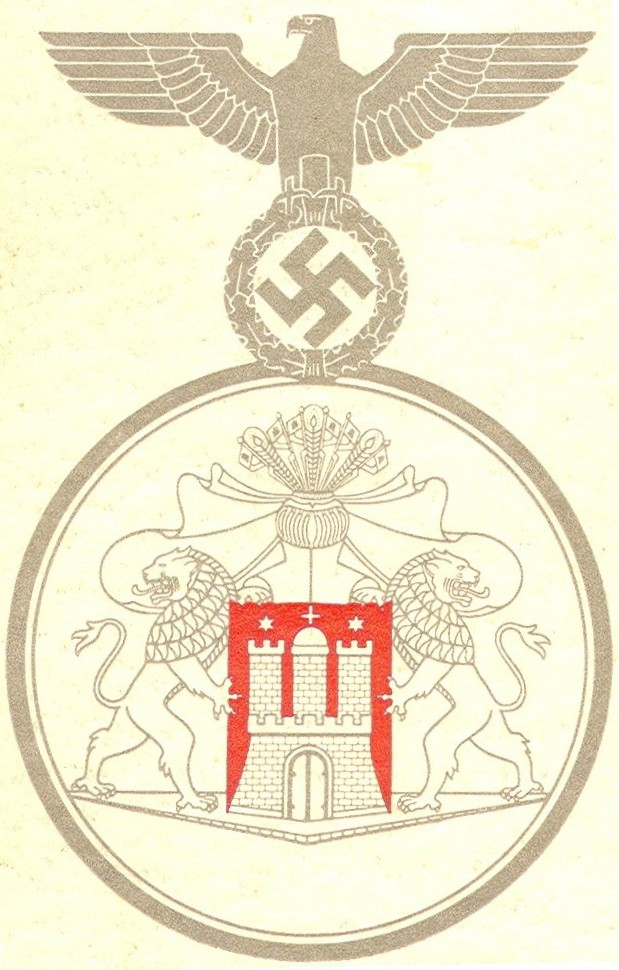
Alemania nazi 1933-1945

### Escudo de armas mayor
El escudo de armas existe desde el siglo XVI.

### Escudo de Armas del Almirantazgo de Hamburgo
En 1623, un Admiralitätskollegium (lit. consejo del almirantazgo) fue establecido para supervisar la ley del mar y la seguridad de navegación, como autoridad portuaria. El escudo de armas existe desde 1642. Abandonado en 1811 durante la ocupación francesa, el consejo del almirantazgo fue oficialmente desestablecido en 1814, y sucedido como tribunal de instancia por el Handelsgericht (tribunal de comercio) y para propósitos administrativos por la diputación de transporte y del puerto (en alemán: Schifffahrts- und Hafendeputation).